# Njongi
Njongi (ou Njonji, Ndjondje, Nyonye, Ndjondge, Njonje, Ndyondye, Nyonge) est une localité du Cameroun, située dans l'arrondissement de Bamusso, le département du Ndian et la Région du Sud-Ouest.
Le village se situe sur la frontière du Parc national du mont Cameroun
Comme d'autres localités environnantes (par exemple Betika), la région de Njongi est riche en pétrole.

## Population
Lors du recensement national de 2005, Njongi comptait 131 habitants.